# Edward Loomis Davenport sen.

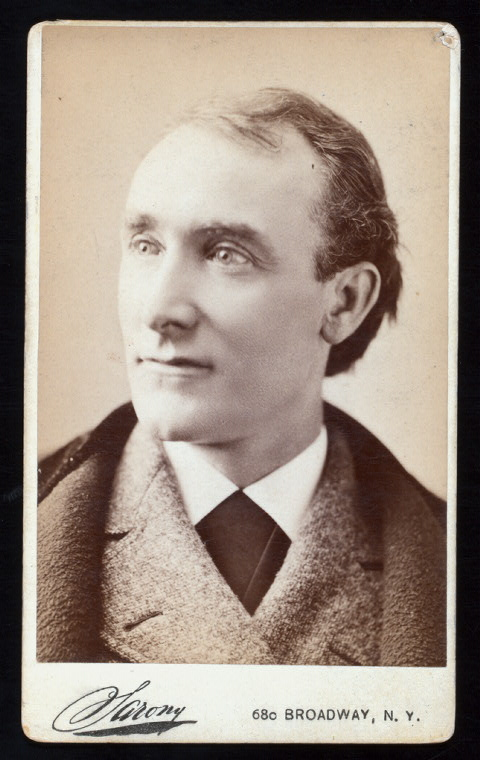
Edward Loomis Davenport

Edward Loomis Davenport (15. November 1816 in Boston, Massachusetts, USA – 1. September 1877 in Canton, Pennsylvania, USA) war ein US-amerikanischer Bühnenschauspieler.

## Leben
Seinen ersten Bühnenauftritt hatte Edward Loomis Davenport in Providence, Rhode Island neben Junius Brutus Booth. Später ging er dann nach England, wo er an der Seite von Anna Cora Mowatt, William Charles Macready und anderen auftrat. 1854 kehrte er in die Vereinigten Staaten zurück und spielte dort in Theaterstücken von Shakespeare und Bühnenfassungen von Dickens Romanen. Er galt als bekannter Theaterschauspieler seiner Zeit.
Edward Davenport starb in Canton, Pennsylvania im Alter von 60 Jahren.

## Familie
1849 heiratete er Fanny Vining, auch bekannt als Mrs. Charles Gill (1829–1891), eine englische Bühnenschauspielerin der Mrs. Mowatts Company. Sie sollten zu den Begründern einer Schauspieldynastie werden: Ihr Sohn Harry Davenport (1866–1949), ihre Tochter Fanny Davenport (1850–1898) und die Enkelin Dorothy Davenport (1895–1977) wurden ebenfalls Schauspieler.